# Zhu Derun
Zhu Derun (xinès simplificat: 朱德润; xinès tradicional: 朱德潤; pinyin: Zhū Dérùn) fou un erudit xinès, pintor, cal·lígraf i poeta durant la dinastia Yuan. Nascut el 1294 i mort el 1365, Era originari de Suiyang, actualment Shangqiu, província de Henan, Va residir a Suzhou. Al llarg de la seva vida va ocupar diversos càrrecs acadèmics importants. També fou supervisor a la província de Jiangzhe. Fou també famós pels seus poemes, alguns dels quals mostraven una crítica social.

## Obra pictòrica
Aquest artista va destacar com a pintor de paisatges amb muntanyes llunyanes i cims massissos; va aplicar les tècniques de Xu Daoning i Guo Xi. Les seves obres mostra un gran realisme. Sovint les muntanyes rocoses es representaven amb pinzellades de núvols amb forma de cirrus i les branques dels arbres semblaven pinces de cranc. Entre les obres conservades cal mencionar: “Pavelló de la plana elegant”, “Tocant la lira sota els arbres” i “Passejant amb barca pel riu del Pi”.